# Nijō Moroyoshi
Nijō Moroyoshi (二条 師良) (1345 - 1382), fils du régent Nijō Yoshimoto, est un noble de cour japonais (kugyō) du début de l'époque de Muromachi (1336–1573). Il exerce la fonction de régent kampaku de 1369 à 1375. Il a deux fils qui sont plus tard adoptés par son père Yoshimoto.